# Charles Elwood Stephenson
Pour les articles homonymes, voir Charles Stephenson et Stephenson.
Charles Elwood Stephenson (11 octobre 1898-1er avril 1965) est un homme politique canadien de l'Ontario. Il est député fédéral progressiste-conservateur de la circonscription ontarienne de Durham de 1945 à 1949.

## Biographie
Né à Port Hope en Ontario, Stephenson entame une carrière publique en servant comme maire de sa ville natale en 1943.
Élu député de Durham à la Chambre des communes du Canada en 1945, il est défait en 1949 et à nouveau en 1953.